# Saint-Aubin, Jura
Saint-Aubin är en kommun i departementet Jura i regionen Bourgogne-Franche-Comté i östra Frankrike. Kommunen ligger i kantonen Chemin som tillhör arrondissementet Dole. År 2022 hade Saint-Aubin 1 855 invånare.

## Befolkningsutveckling
Antalet invånare i kommunen Saint-Aubin
Referens:INSEE